# Пхангнга залив
Пхангнга залив (тај. อ่าวพังงา) је залив у Андаманском мору који се простире између острва Пукет на западу и обала Малајског полуострва на истоку, у јужном делу Тајланда. Од 1981, залив је постао део великог АО Пхангнга националног парка у провинцији Пхангнга. Научници тврде да се, пре око 10.000 година када је ниво мора био знатно мањи, могао препешачити простор између Краба и острва Пукет.
Пхангнга залив дугачак је око 400 км² и карактеристичан је по разноврсној флори и фауни. Залив обухвата око сто острва и гребена, од којих је најпознатије Џејм Бонд острво. Више од 88 врста птица, међу којима је и Малезијски звиждавац и Limnodromus semipalmatus, 82 врста угрожених риба и 18 врста рептила, 12 врста водоземаца и 3 врсте сисара који су пред изумирањем живе унутар овог залива.